# Obtusipalpis albidalis
Obtusipalpis albidalis är en fjärilsart som beskrevs av George Francis Hampson 1919. Obtusipalpis albidalis ingår i släktet Obtusipalpis och familjen Crambidae. Inga underarter finns listade i Catalogue of Life.